# Philippe de Hohenlohe-Langenbourg
Titre
Prince de Hohenlohe-Langenbourg
Depuis le 16 mars 2004
(20 ans, 11 mois et 26 jours)
Philippe de Hohenlohe-Langenbourg (en allemand : Philipp zu Hohenlohe-Langenburg), prince de Hohenlohe-Langenbourg, est né le 20 janvier 1970 à Crailsheim, en Allemagne de l'Ouest. Chef de la maison de Hohenlohe-Langenbourg depuis 2004, c'est un aristocrate wurtembergeois à la tête de la Fürstliche Forstverwaltung Hohenlohe-Langenburg.

## Famille
Philippe est le fils du prince Kraft de Hohenlohe-Langenbourg (1935-2004) et de sa première épouse la princesse Charlotte de Croÿ (1938). Par son père, il descend donc du prince Gottfried de Hohenlohe-Langenbourg (1897-1960) et de son épouse la princesse Marguerite de Grèce (1905-1981) tandis que, par sa mère, il a pour grands-parents le prince Alexandre de Croÿ (1912-2002) et son épouse Anne Elspeth Campbell (1917-1986).
Philippe a donc la particularité généalogique d'être à la fois le descendant du roi Christian IX de Danemark (1818-1906), surnommé le « beau-père de l'Europe », et de la reine Victoria du Royaume-Uni (1819-1901), connue comme la « grand-mère de l'Europe ». Il est en outre le petit-neveu du duc d'Édimbourg et de la reine Élisabeth II du Royaume-Uni.
Les 6 et 13 septembre 2003, Philippe épouse, civilement puis religieusement, à Langenbourg et à Dießen am Ammersee, Saskia Li Binder (née le 15 janvier 1973 à Munich), fille d'Hans Peter Binder, directeur de la Deutsche Bank à Munich, et de Friedelind Wehberg. De ce mariage naissent trois enfants :
- Max Leopold de Hohenlohe-Langenbourg (2005), prince héréditaire de Hohenlohe-Langenbourg ;
- Gustav de Hohenlohe-Langenbourg (2007), prince de Hohenlohe-Langenbourg ;
- Marita de Hohenlohe-Langenbourg (2010), princesse de Hohenlohe-Langenbourg.

## Biographie

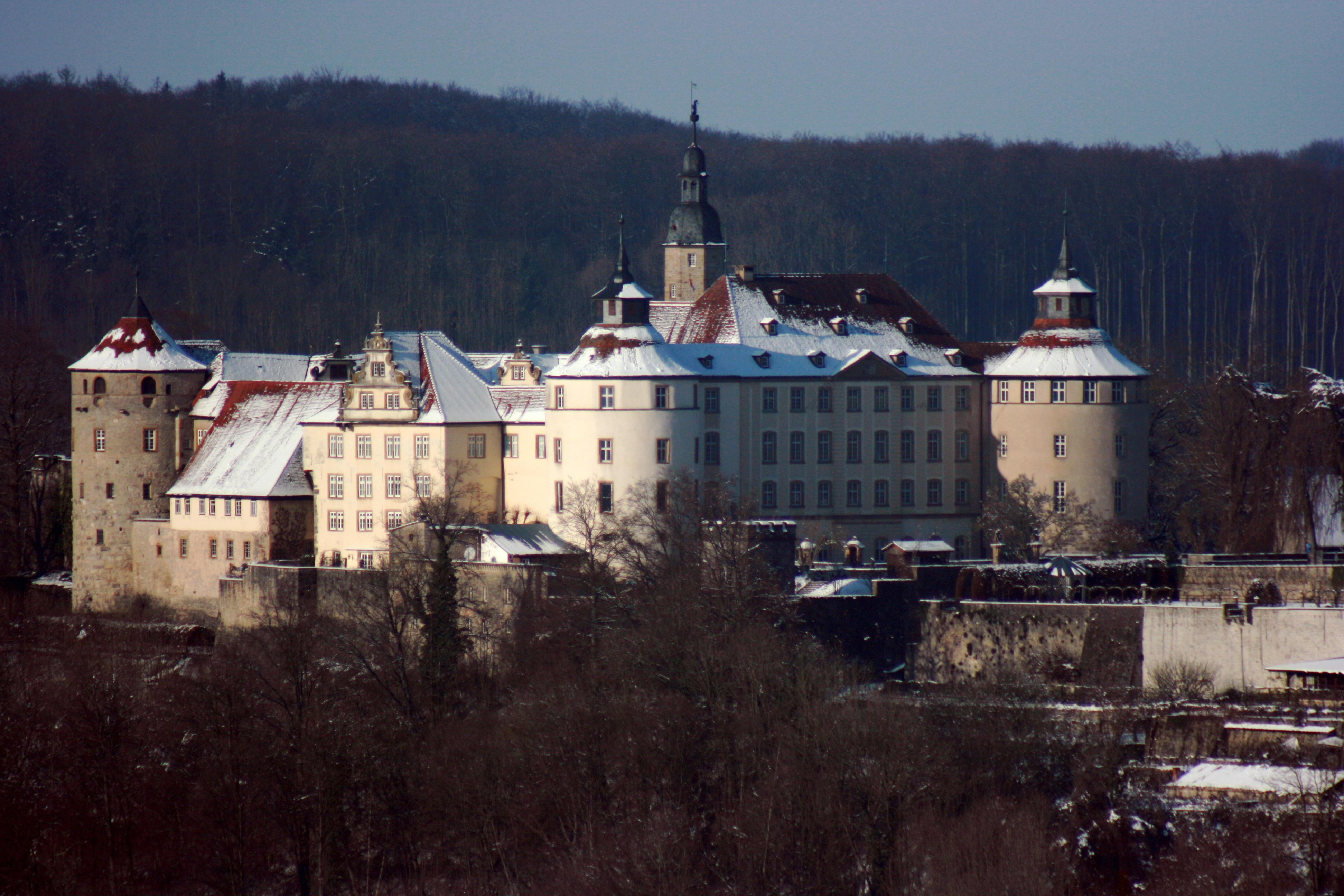
Vue du château de Langenbourg.

Petit-neveu du duc d'Édimbourg, le prince Philippe reçoit pour marraine la princesse Anne du Royaume-Uni. Son père lui donne une éducation assez stricte et, après une scolarité passée à la Schule Schloss Salem, il étudie la banque et l'administration des affaires. Devenu chef de la maison de Hohenlohe-Langenbourg à la mort de son père en 2004, il s'investit dans la gestion du château de Langenbourg et des 2 700 ha de terres agricoles et de forêts qui l'entourent. Cet important domaine, qui constitue l'une des plus grandes propriétés forestières d'Allemagne, est intégré à la Fürstliche Forstverwaltung Hohenlohe-Langenburg et génère la majorité des revenus des Hohenlohe-Langenbourg.
Confronté aux difficultés inhérentes à l'entretien d'un château aussi imposant que celui de Langenbourg, et conscient de la vulnérabilité de sa forêt, Philippe cherche à diversifier ses revenus en installant un parc éolien sur ses domaines. Cependant, cet intérêt du prince pour l'énergie éolienne déclenche l'opposition d'une partie des habitants du Bade-Wurtemberg, qui cherchent à empêcher son développement sur leur territoire. Philippe soutient également le développement de l'agriculture durable, en association avec l’International Sustainability Unit fondée par son cousin, le prince Charles. Chaque année, Philippe organise ainsi, en partenariat avec la Joschka Fischer & Company, le Langenburg Forum für Nachhaltigkeit dans son château,.
Comme son père avant lui, Philippe est très impliqué dans la vie de l'ancienne principauté de Hohenlohe-Langenbourg. Il est membre du conseil municipal de Langenbourg. Il est en outre président de l'association des musées de Langenbourg.
Le prince a été critiqué par des historiens spécialistes du Troisième Reich pour son refus de mettre en lumière le rôle de son arrière grand-père, Ernest II de Hohenlohe-Langenbourg, dans le développement et la diffusion du nazisme dans le Wurtemberg.